# Saloá
Saloá is een gemeente in de Braziliaanse deelstaat Pernambuco. De gemeente telt 15.547 inwoners (schatting 2009).
De gemeente grenst aan Paranatama, Iati, Terezinha en Bom Conselho.